# World of Warcraft: Warlords of Draenor
World of Warcraft: Warlords of Draenor je pátý datadisk k MMORPG World of Warcraft. Vydán byl společností Blizzard Entertainment 13. listopadu 2014.

## Nové zóny
- Frostfire Ridge – domov klanu Frostwolf
- Gorgrond – domov klanu Blackrock
- Tanaan Jungle – domov klanu Bleeding Hollow
- Shadowmoon Valley – domov klanu Shadowmoon
- Spires of Arak – domov Arakkoů a klanu Shattered Hand
- Nagrand – domov klanu Warsong
- Talador – domov Draeneiů
- Ashran – PvP zóna
- Karabor – předchůdce Black Temple

## Draenor
Draenor je svět zobrazující Outland v minulosti. Je domovem orků, draeneiů a mnoha dalších ras. Můžete se do něj dostat přes Dark Portal v Blasted Lands kvůli tomu, že Garrosh Hellscream narušil časovou osu.

## Příběh datadisku Warlords of Draenor
Příběh hráče přináší do nového světa, který se nazývá Draenor.
Draenor je planetou, která již byla jednou hráčům představena ve své zničené formě s názvem Outland.
Cesta na Draenor je tedy cestou nejen prostorem, ale také časem do dob, kdy ještě orkové nepropadli démonické magii a byli na vrcholu své síly.
Garrosh Hellsream uprchl po událostech datadisku Mists of Pandaria ze zajetí a díky magickému portálu se dostal skrze čas a prostor na Draenor,
ještě před příchodem démona Manorotha a následném podmanění orků démony.
Zde pak zabránil orkům, aby se napili démonické krve a proměnili se tak v krvelačná monstra toužící po dobývání.
Když se mu společně se svým otcem a zbytek nově zformované Iron Horde podařilo přemoci démona Manorotha a odrazit tak pokus Plamenné legie o podmanění Draenoru,
Začal Garrosh společně s legendárními náčelníky klanů osnovat plán útoku na Azeroth s novou a démony nezkaženou Iron Hordou.
Hráč se tak dostává na Draenor po zformování obrovské armády orků pod vedením legendárních náčelníků, kteří nyní naslouchají Garroshovi Hellscreamovi.
Hráčovým úkolem se tak stává porazit velitele nově zformované Iron Hordy a zajistit tak jejich porážku a odvrácení nové invaze orků na Azeroth.

## Hlavní oponent datadisku Warlords of Draenor Garrosh Hellscream
Hlavní postavou považovanou za zápornou je syn Gromashe Hellscreama Garrosh Hellscream, který uvedl do pohybu veškeré události ohrožující svět Azeroth.
Avšak není hrozbou jedinou, jelikož Plamenná legie díky tomuto konfliktu vytušila slabost tohoto světa a za pomoci Gul´dana se opět pokusili proniknout na tento svět.
Nejprve je však třeba se vypořádat s Garroshovou hrozbou a porazit jej v jeho domovině zvané Nagrand, kde se skrývá v Grommasharu.
Zde dojde k poslednímu útoku proti Garroshovi spojenými silami Aliance a Hordy, která jej nakonec s pomocí Thralla porazí.
Thrall jej nakonec vyzve k souboji Mak´Gora v němž jej porazí a definitivně tak ukončí jeho plány a ohrožení světa Azeroth.

## Legendární zbraně ve finálním souboji
Při posledním souboji Garroshe Hellscreama s Thrallem se střetli dvě legendární zbraně orkského lidu a to kladivo Doomhammer a sekera Gorehowl, jejíž původní nositelé byli bratři ve zbrani.
Došlo tak na poslední konflikt, který Garrosh Hellscream absolvoval a tentokrát z něj již nevyšel živý.
Soubojem obou legendárních orků a jejich legendárních zbraní tak skončil konflikt hordy a byla ustanovena nová klidná vláda.